# 소득주도성장론
소득주도성장론(所得主導成長論, Income-led growth)은 가계의 임금과 소득을 늘리면 소비도 늘어나 경제성장이 이루어진다는 이론을 바탕으로한 문재인 정부의 경제정책이다. 포스트케인지언(Post-Keynesian) 경제학자들이 주장한 임금주도성장론(賃金主導成長論, Wage-led growth)을 바탕으로 하고 있다.

## 배경
대한민국은 그동안 투자와 수출 진흥 정책에 중점을 두고 이른바 '한강의 기적'이라는 고도의 경제 발전을 보였지만, 세계적인 경제 침체와 불균형으로 수출주도 성장이 한계에 이르렀다는 주장이 제기되었다. 또한 세계적으로는 미국발 금융위기가 터지면서 정부개입 최소화, 규제 완화, 자유무역, 민영화 등 신자유주의적 정책에 대한 비판이 제기되었다.
따라서 이런 경제 침체와 성장 둔화의 원인을 총수요 요인 중 내수와 소비 부족, 소득분배 불균형 문제로 보고, 노동자들의 임금을 늘리고 소득을 분배해 총수요를 늘려 경제성장을 달성할 수 있다는 소득주도성장론이 포스트 케인지언(Post-Keynesian) 경제학자들을 중심으로 대두되었다.
소득주도성장론자들은 낙수 효과가 실패했고, 분수 효과를 꾀해야 한다고 주장한다. 고소득층 소득이 증대되면 경제가 성장해 저소득층에게도 혜택이 돌아간다는 '낙수효과'는 소득양극화와 중산층의 붕괴를 가져왔으니, 부유층에 대한 세금을 늘리고 이를 저소득층을 위한 경제 · 복지정책에 투자하는 '분수효과'로 정책을 전환해야 한다는 것이다.
로버트 블레커 아메리카대학교 교수는 "소득분배가 장기적으로 경제성장에 기여"한다면서, 기업의 이윤보다 노동자의 임금이 올라갈수록 소비가 더 증가하는 것으로 나타났다는 연구 결과를 제시했다. 기업의 이윤보다 노동자의 임금이 상승할수록 소비가 증가하는데, 기업들은 단기적으로 이윤이 줄어들지만 비용 절약을 위해 투자를 늘리고, 소비와 투자 증가로 인해 경제성장률이 더 높아지는 결과를 낳는다고 주장했다. 다만 기업의 노동절약형 혁신으로 인해 고용이 감소할 수 있기 때문에, 재정정책과 공공투자를 확대하는 등의 보완책이 필요하다고 주했다.
이상헌 국제노동기구(ILO) 국장은 고소득층의 소득 향상이 경제성장에 기여한다기보다는 소득불평등도를 증가시킨다고 주장했다. 소득불평등이 경제성장의 수준과 안정성에 부정적인 영향을 준다고 주장하면서, 소득주도 성장은 소득분배 개선으로 성장의 추가 동력을 찾는 일이라고 말했다.
2001년 노벨 경제학상 수상자로서, 불평등 문제의 대가인 조지프 스티글리츠 미국 컬럼비아대 교수는 "낙수효과가 아니라 중산층을 키워서 (분수효과로) 경제를 살리겠다는 한국 정부의 기본 철학은 절대적으로(absolutely) 옳다"며 문재인 정부의 소득주도성장 정책을 적극 지지했다. 대안으로는 공정한 과세와 최저임금 인상, 공공일자리 확대, 공교육 강화, 독점자본 규제, 비정규직 노조 확대 등을 제시했다.

## 대한민국에서
원래는 임금주도성장이었으나, 대한민국으로 들어오면서 소득주도성장이 되었다. 이는 임금을 받지 않는 자영업자의 비중이 높은 대한민국의 경제 구조 때문이다. 2016년 기준 한국의 비임금근로자의 비율은 25.5%로 OECD 33개국 가운데 5번째로 높다.

### 문재인 정부 출범 이전
소득주도성장론은 문재인 대통령이 새정치민주연합 대표가 된 2015년부터 당론이 됐다. 홍장표 전 청와대 경제수석비서관이 부경대학교 교수를 맡을 당시, 관련 논문을 잇따라 발표하면서 민주당에 이를 소개하는 역할을 적극적으로 해왔다. 홍 전 비서관은 "소득분배 개선이 큰 폭의 소비 증가를 유발하며, 기업의 투자를 촉진한다"며 "자본친화적 분배정책에서 노동친화적 분배정책으로 전환될 필요가 있다"고 주장하였다.

### 문재인 정부 출범 이후
문재인 정부 출범 이후에는 '소득주도성장-공정경제-혁신성장'이 3대 경제정책 기조로 설정되었고, 장하성 청와대 정책실장이 소득주도성장을, 김상조 공정거래위원장이 공정경제를, 김동연 경제부총리 겸 기획재정부 장관이 혁신성장을 추진하는 인물로 꼽혔다. 문재인 대통령은 "우리 정부의 (경제정책)기조 가운데 소득주도성장과 공정경제는 보다 포용적이고 따뜻한 성장, 정의로운 성장을 이루기 위한 경제성장 방법인데 비해, 경제성장의 기반을 만들어내는 것은 혁신성장에서 나온다"고 설명했다.
청와대는 대한민국의 저임금노동자 비중이 23.5%로 2위, 소득양극화가 OECD 2위, 국내총생산에서 소비 비중과 정부지출이 각각 OECD 끝에서 3번째, 사회복지지출이 OECD 꼴찌라며 소득주도성장의 당위성을 강조했다. 또한 '가계소득 늘리기', '생계비 줄이기', '안전망과 복지'를 소득주도성장의 3가지 축으로 제시했다.
그러나 경기가 악화되면서 소득주도성장에 대해 비판이 제기된 바 있다. 고용·소득분배 악화가 소득주도성장 정책 때문이라는 주장에 대해 김동연 전 경제부총리는 "일부 귀담아들을 부분이 있다"고 답하기도 하였다. 같은 현상을 두고 비슷한 시기에 장하성 정책실장은 "최근의 고용·가계소득 지표는 소득주도성장 포기가 아니라 오히려 소득주도성장 정책을 속도감 있게 추진하라고 역설하고 있다"고 반대로 발언해 김동연 전 부총리와 의견 차이를 보였다.
2018년 11월경 장하성 정책실장과 김동연 경제부총리의 동반 사퇴 이후, 후임인 김수현 정책실장과 홍남기 경제부총리가 각각 문재인 정부의 정책기조를 이어가게 되었다. 김수현 정책실장은 "소득주도성장, 혁신성장, 공정경제 등 세 가지는 분리가 불가능한 패키지이기 때문에 큰 틀에서는 수정하지 않겠다"면서도 "속도와 균형에 있어서 염려가 있을 수는 있다"고 말했다. 홍남기 경제부총리는 문재인 정부의 소득주도성장론에 대해서 "소득 분배 왜곡, 양극화, 계층 이동 단절 등 우리 경제의 구조적 문제 해결을 위해 계속 추진해 나갈 필요가 있다"고 옹호하였으나, 급격한 최저임금 인상과 근로시간 주 52시간 단축에 대해서는 경제에 부정적인 영향을 미쳤다고 평가했다.
2019년 초에는 문재인 대통령이 소득주도성장보다 혁신성장에 주력하는 행보를 보였으나, 김수현 청와대 정책실장은 소득주도성장·혁신성장·공정경제 3축 정책의 전환은 없음을 분명히 하였다.

## 수단
소득주도성장론이 성공을 거두기 위해서는, 통합적이고 다양한 정책적 수단이 필요하다는 목소리가 나온다. 소득주도성장 정책과 고용정책, 공공투자 등의 정책조합을 잘 활용하면 생산성과 고용을 증대시킬 수 있다는 것이다.
이상헌 국장은 최저임금 인상은 소득주도성장 정책 중 하나의 수단이기 때문에, 사회보장제도와 같은 보완적 정책 없이는 의도한 효과를 거두기 어렵다고 지적했다. 또한 1차적인 시장소득과 2차적인 가처분소득 양쪽에서 모두 관심을 기울여야 함을 주장했는데, 시장소득 분배 개선을 위해서는 기업-노동자 간 분배뿐만 아니라 대기업-중소기업-자영업 등 기업 간 분배, 정규직-비정규직 등 노동자 간 분배가 중요하고, 가처분소득 분배 개선을 위해서는 사회보장제도가 중요함을 강조했다.
또한 주상영 교수는 실질적인 노동소득 증가를 위해서는 최저임금 인상 등 임금정책뿐만 아니라, 고용정책, 특히 공공부문을 포함한 다양한 분야의 일자리 창출이 중요하다고 지적했다. 또한 정부 지원의 대상을 기업에서 노동자로 전환할 필요가 있다고 말했다. 이상헌 국장이 언급한 사회보장제도에 대해서 주 교수는 실업보험 확대, 근로장려세제(EITC) 강화 등을 통합하여 정책을 추진해야 함을 주장하였다. 또한 독과점 방지를 위한 기업 구조개혁을 주장하였다.

## 비판

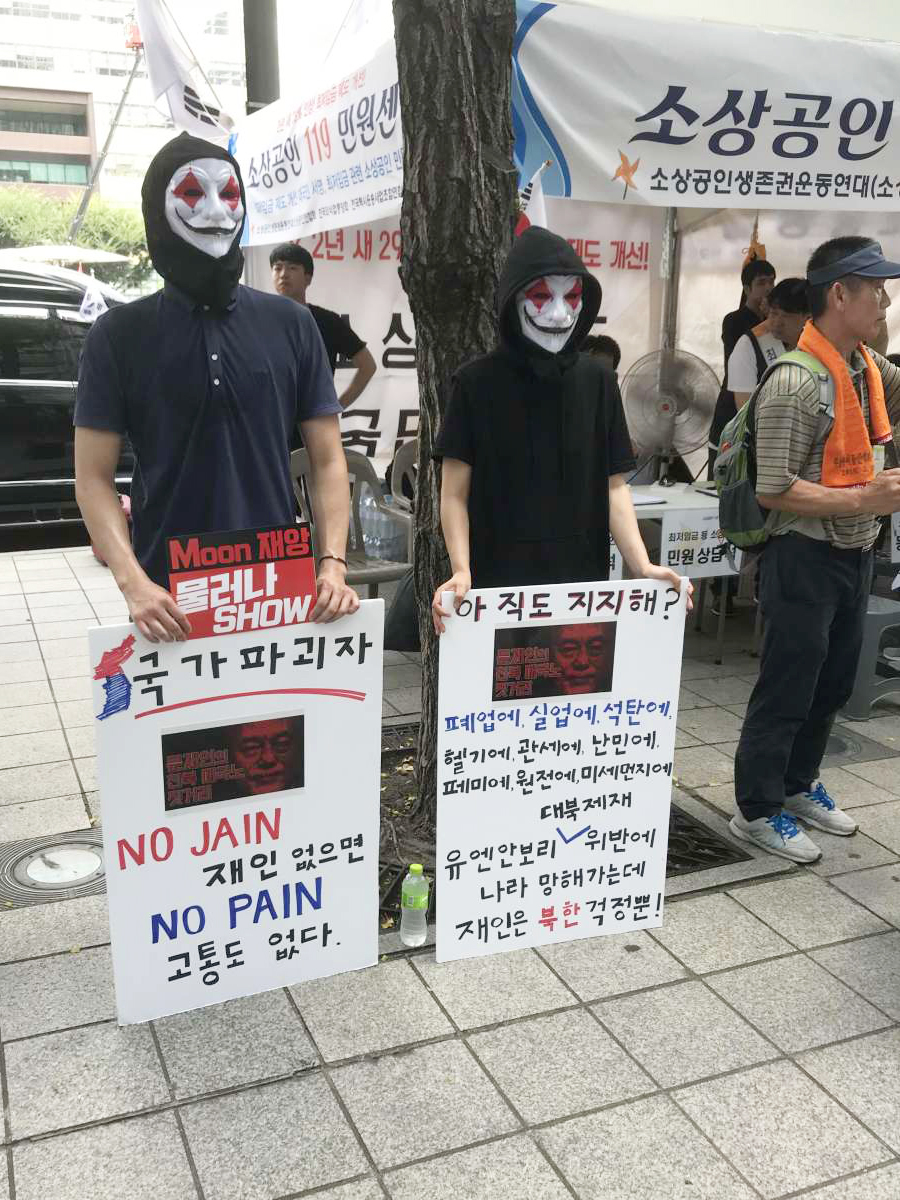
문재인의 최저임금 정책에 반대하며 문재인 퇴진 시위를 하는 소상공인 생존권 운동연대

"임금 인상이 총수요에 미치는 효과만 고려했고 총공급에 미치는 효과는 고려하지 않았다", "경제성장과 소득 간의 인과관계를 뒤집어 설명한다", "소득주도성장은 단기적 경기부양책에 불과하며 장기적으로는 생산성 향상이 성장의 근본적인 대책이다" 등의 지적이 주류경제학계를 중심으로 제기되며, 산업계 또한 부정적인 의견이 다수이다. 게다가 본래의 목적이였던 "양극화 문제 해결"마저 실패한 것이 드러났다.

### 학계/산업계/관료 설문조사
- 한국경제신문이 2018년 5월 27일 김대중 정부~박근혜 정부 당시 경제장관 10명을 대상으로 설문조사를 한 결과, 9명이 소득주도성장 유지에 반대했으며 찬성은 1명에 불과했다.[21]
- 서울경제신문이 2018년 8월 1일 서경펠로와 학계 및 경제단체·국책연구원·경제연구소의 경제전문가 50명을 대상으로 설문조사를 벌인 결과, 응답자 50명 가운데 50%(25명)는 소득주도 성장을 '전면 수정'해야 한다, 34%가 '일부 수정'해야 한다고 응답했으며, '유지'는 16%에 그쳤다.[22]
- 매일경제신문과 한국경영학회가 2018년 8월 20일 경영학자 200명을 대상으로 공동 설문조사를 실시한 결과, 소득주도성장에 대해서 67.5%가 반대한 것으로 조사되었다. 최저임금 인상 정책에 대해서는 69.5%, 근로시간 주52시간 단축에 대해서는 55%가 반대 의견을 표했다.[23]
- 문화일보가 2018년 12월 26~28일 경제전문가 100명을 대상으로 <2019년 한국 경제전망 전문가 100인 설문조사>를 실시하였다. 2019년도 경제정책의 최우선 과제를 묻는 질문에는 전문가 중 38%(복수응답자 수 백분율 환산)가 '혁신성장 동력 발굴·육성', 30%가 '기업규제 완화', 15%가 '노동시장 개혁'을 꼽은 반면, 반면 정부가 중점을 두는 '경제민주화'와 '소득주도성장'은 각각 4.5%, 2%에 불과했다.[24]
- 매일경제신문이 2019년 5월 6일 경제학자 100명을 대상으로 경제정책 평가와 경제전망 설문조사를 실시한 결과, '정부의 경제정책을 학점으로 평가해 달라'는 질문에 대해 응답자 중 1%만이 A학점, 12%만이 B학점을 주었으며, 24%가 C학점, 35%가 D학점, 28%가 낙제점인 F학점을 주었다.[25] 또한 소득주도성장론에 대해 "취약계층 복지 확대 정책으로 충분하다"는 응답이 42%, "소득주도성장 전면 폐기" 응답은 37%로 나타났다. 또한 "필요성 인정하지만 속도 조절" 응답도 15%에 달해 사실상 소득주도성장의 수정 보완이나 폐기를 지지하는 응답이 94%에 달했다. 반면 소득주도성장을 더 강화해야 한다는 응답은 단 4%에 불과했다.[26]

### 경제지표 분석
- '2019년 경제학 공동학술대회'에서 이정민·김대일 서울대 경제학부 교수는 2018년도 고용지표를 실증분석한 결과를 발표했다. '알바 쪼개기'와 단기 공공근로 등으로 일자리 수가 부풀려지는 효과를 배제하기 위해, 각 집단의 총 근로시간을 대상으로 이뤄졌다. 분석 결과 2017년 대비 2018년의 일자리 증가율은 -3.8%이며, 이 중 최저임금 인상의 영향이 1%p 가량을 차지하는 것으로 분석됐다. 즉, 2018년에 감소한 일자리 중 27%가 급격한 최저임금 인상으로 사라졌다는 것이다. 특히 최저임금 인상이 저소득층이 많은 일용직 고용 감소에 미친 영향은 75.5%에 달한 것으로 분석되었다. 업종별로는 최저임금 인상이 제조업 고용 악화에 미친 영향은 62.0%, 서비스업에 끼친 악영향은 31.2%로 조사됐다.[27]
- '2019년 경제학 공동학술대회'에서 최인·이윤수 서강대 경제학부 교수는 '신정부 거시 경제 성과의 실증평가'를 발표했다. 두 사람은 박스-젠킨스(ARIMA) 모형을 이용해 문재인 정부 시기(2017년 3분기~2018년 3분기)와 이전 시기(2013년 1분기~2017년 2분기)의 GDP 성장률, 소비, 투자, 생산성, 고용 등을 비교분석했다. 그 결과 GDP 성장률은 -0.13%p, 고용은 -2.07%p, 수입소비재를 제외한 소비는 0.46%p, 자본형성(투자)는 -5.14%p, 총요소생산성은 -0.05~-1.14%p의 증감률을 기록해 소비를 제외하고 모두 마이너스를 기록했다.[28]

### 전문가 의견
- 아서 래퍼 교수: "울고싶을 정도", "그렇게 멍청한 이론은 처음 들어봤을 정도"라며 소득주도성장론을 강하게 비판하였다.[29] 래퍼 교수는 "임금 상승은 성장의 결과"라고 언급하면서, 임금이 이윤을 만드는 것이 아니라 생산성이 이윤을 만드는 것이며, 생산성과 이윤이 증가하고 더 많은 고용이 이뤄질 때 임금이 올라간다고 강조하였다. 아서 래퍼 교수는 세율과 세수에 관한 래퍼 곡선 이론으로 유명하다.[29]
- 윤증현 전 기획재정부 장관: "일자리 창출은커녕 소득 5분위 배율은 오히려 악화되는 등 이 소득주도성장의 유효성에 대한 결과는 이미 나왔다"라며 "절대 이건 이어질 수 없고, 이어져서도 안되기 때문에 이름이 아닌 방향을 빨리 선회해야 한다"고 비판했다. 또한 최저임금 인상 및 근로시간 단축에 대해서도 "분노할 수밖에 없다", "말도 안 되는 소리", "해선 안 될 짓"이라고 비판했다.[30]
- 김광두 전 국민경제자문회의 부의장: 문재인 대통령의 정책에 대해서 "의도는 좋았으나 부작용이 많았다"고 평가했다. 또 소득주도성장에 대해서는 "정책은 인프라·속도에 따라 보약이 될 수도, 독약도 될 수도 있는데 '소득주도성장'은 두 가지를 고민한 세련된 정책은 아니었다"라며 "이번에 한 것(최저임금 상승)은 정책 연계 없이 그냥 어려운 분들을 돕겠다는 것만 있었다. 또 속도가 너무 빨랐다. 업종·지역별 차별화 없이 획일화된 것도 잘못이었다"고 지적했다.[31]
- 표학길 서울대 교수: 임금주도성장전략으로 단기적이고 일시적인 경기진작을 도모할 수는 있으나 그 효과가 빨리 소진되기 때문에, 중장기적으로는 투자를 활성화하기 위한 이윤주도성장 특히 R&D 등의 무형자산에 대한 투자, 기술혁신에 대한 투자, 인적자본에 대한 투자, 그리고 사회적자본 등 총 요소생산성 향상에 대한 투자만이 중장기적인 성장정책대안이 될 수 있다고 지적하였다.[32] 또한 자신의 저서에서 '한국 같이 순수출이 많은 나라의 경우, 임금 · 소득상승의 플러스 효과보다 이윤 감소 · 원가 상승 · 투자 감소의 마이너스 효과가 더 크게 나타날 수 있다'고 지적했으며, "소득주도성장은 경제 상황이 공황이나 장기 침체에 있을 경우 일시적인 경기부양 정책으로서의 효과만 있다", "노동개혁이 수반돼 임금 상승을 자제할 수 있는 사회적 · 제도적 인프라가 구축돼 있는 선진국에서만 사용할 수 있다"고 비판하였다. 그리고 세계 금융위기 이후 9년 동안 대한민국에서 명목임금이 연평균 3.58%, 실질임금이 1.68% 올라 노동생산성 증가율(0.28%)보다 높아 이미 임금주도 성장을 해왔다고 지적했다.[33]
- 김경수 성균관대 경제학과 교수 겸 한국경제학회장: "소득주도 성장이 우리 경제의 성장 모델이 되려면 생산성 향상과 실질임금 증가가 같이 이뤄져야 한다"면서 "문제는 생산성 증가가 정체되고 있다는 점"이라고 지적하면서 생산성 향상과 투자 회복의 중요성을 강조했다.[34]
- 김낙년 동국대 경제학과 교수: "재분배 필요성은 시장을 중시하는 학자들도 모두 동의한다. 하지만 재분배 방식은 시장 친화적이어야 한다"면서 "정부는 시장과 맞서고 있다"고 지적했다. 김 교수는 최저임금을 인상하는 것보다 근로장려금(EITC)을 확대하는 것이 더 낫다고 지적했다.[35]
- 박정수 서강대 경제학과 교수: "국제노동기구(ILO) 연구 등 소득주도성장론의 근거로 제시되는 주요 연구를 검증한 결과 부정적 효과를 초래하는 요소들이 누락된 것으로 드러났다"며, ILO는 임금 인상이 총수요를 늘리는 측면만 강조했을 뿐, 총공급에 미치는 영향은 객관적으로 분석하지 않았다는 것을 그 예시로 들었다. 그러면서 "빈곤 퇴치와 분배 개선을 위해서라면 저소득층 임금 인상을 고려해볼 수 있겠지만 이를 통해 성장을 견인하려는 건 잘못된 기대"라고 지적했다.[36] 또한 소득주도성장의 이론적 토대에 오류가 있음을 지적했다. "경제 성장에 비해 임금 상승이 더디다", "기업이 이익을 임금으로 제대로 배분하지 않는다", "소득이 오르면 경제가 성장한다"는 3가지 논리가 소득주도성장의 이론적 토대인데, 이는 잘못된 통계 해석에 기반한 논리라는 것이다. 그러면서 통계청의 10인 이상 제조업 사업체 통계를 분석한 결과 2000~2017년 명목임금은 138.5% 증가한 반면 명목노동생산성은 107.1% 증가하는 데 그쳤다며 "통계를 올바르게 분석했을 때 도출되는 우리 경제의 문제는 노동생산성이 상대적으로 낮다는 점"이라고 지적했다.[37]
- 조장옥 서강대 경제학과 명예교수: "40년간 경제학을 배웠고 박사 학위 받은 지 30년이 됐는데 소득이 경제성장의 결과가 아니라 원인이라는 이론은 본 적도 들은 적도 없다"고 지적했다. 또한 문재인 정부의 잦은 추경 편성에 대해 "정책실패를 추경이라는 미봉책으로 해결해 보겠다는 것으로, 더 큰 후유증과 비용을 담보로 인기를 유지하겠다는 포퓰리즘으로밖에 평가할 수 없다"고 발언했으며, "개혁 없이 복지와 사회안전망, 소득재분배를 무분별하게 추진하면 베네수엘라나 아르헨티나처럼 망국으로 가는 지름길"이라며 규제 혁파와 노동, 교육개혁의 필요성을 지적했다.[38]
- 남성일 서강대 경제학과 교수: "생산성 증가 없이 인위적으로 소득만 올리면 경제가 성장한다는 발상은 어느 경제학 교과서에도 나오지 않는 허구이자 사기"라며 "최저임금 인상, 근로시간 단축 등 소득주도성장 정책을 계속 밀어붙이면 일부 대기업 노조원들만 배를 불리고 영세 근로자들은 갈수록 더 살기 힘들어질 것"이라고 말했다.[39]
- 주상영 건국대 교수: "기업구조조정이나 공공부문 개혁, 증세 논의 등 경제 효율성 향상 정책이 없을 경우 금융위기 발생, 불평등 심화, 수요 부족의 문제를 겪게 될 것"이라면서 "장기적인 시각에서 경제성장은 생산성을 향상시키는 과정으로 여전히 효율성이 가장 중요한 개념"이라고 지적했다. 주 교수는 금융 및 거시경제학이 전문 분야인 진보 성향 학자로, 더불어민주당이 개최한 소득주도성장 토론회에 발표자로 참석하기도 하였다.[8]
- 양준모 연세대 교수: "문재인 정부의 급격한 최저임금 인상, 소득주도 성장 정책 등으로 수출은 감소하고 실업자는 급증하고 있다"며 "지난 2년 동안의 경제폭망, 안보파탄의 성적표에 대해서도 반성은커녕 앞으로도 밀어붙이겠다는 대통령의 독선에 대한민국의 미래가 걱정스럽다"고 말문을 열었다. 이어 "한국 경제는 이미 붕괴되고 있다"며 "이제는 행동으로 이같은 실정들을 막고 바꿔야 하는 상황"이라고 덧붙였다. 양 교수는 문재인 정부를 베네수엘라의 경제를 파탄으로 이끈 차베스 정권에 빗대 "이념만 강조할 뿐 시장에 의한 자원배분은 정당하지 못한 착취의 결과라고 주장하고 있다"며 "탈원전도, 최저임금 인상, 소득주도성장, 의료보험 재정, 제로페이 등의 실패한 정책으로 국내 수요기반 붕괴, 산업기반 붕괴, 경제기반 붕괴, 소득분배 악화, 고용참사로 이어지고 있다"고 지적했다.[40]
- 김병연 서울대 경제학부 교수: "소득주도성장은 북한과 같은 저개발국에 맞는 정책이다"라며 "소득주도 성장을 해야 할 북한은 오히려 이를 비판하고 있는데 남한은 후진국에나 맞는 성장 모델을 따르겠다고 난리다"라고 비판했다.[41]

## 여론
- 리얼미터 여론조사 결과 : 소득주도성장에 대해 기본방향 유지 응답은 55.9%로, 전면 폐기 응답인 33.4%보다 앞섰다. 직업별로는 사무직(기본방향 유지 66.5% vs 전면 폐지 28.2%)과 가정주부(57.9% vs 26.4%), 노동직(52.7% vs 34.5%)에서 '기본방향 유지' 여론이 60%를 넘거나 절반을 상회했고, 자영업(48.8% vs 47.4%)에서는 '기본방향 유지'와 '전면 폐지' 양론이 팽팽하게 엇갈렸다.[42]
- 한국갤럽 여론조사 결과 : 소득주도 성장론에 대한 찬반을 물은 결과, 찬성한다는 응답은 60%, 반대한다는 응답은 26%로 집계되었다.[43]
- KBS 여론조사 결과 : 현행 유지(19.9%)와 전면 개편(26.2%)보다는 일부 수정(45.0%) 응답이 높았다.[44]

## 같이 보기
- 홍장표
- 장하성
- 김수현
- 김동연
- 홍남기
- 최저임금
- 문재인 정부 최저임금 인상 논란
- 사회보장제도
- 근로장려세제
- 존 메이너드 케인스